# Torneo Clausura 2024 (Paraguay)
El Torneo Clausura 2024 (también llamado Copa de Primera - Tigo - Ueno Bank, por motivos de patrocinio comercial) denominado «Homenaje a los 120 años del Club Nacional» fue la centésima trigésima primera edición del campeonato oficial de Primera División de la Asociación Paraguaya de Fútbol (APF). El Club Olimpia se coronó campeón en la vigésima fecha del torneo, al empatar sin goles con el Sportivo 2 de Mayo en un partido muy disputado.

## Sistema de competición
Como en temporadas anteriores, el modo de disputa es el mismo bajo el sistema de todos contra todos con partidos de ida y vuelta, unos como local y otros como visitante en dos rondas de once jornadas cada una. Es campeón el equipo que acumula la mayor cantidad de puntos al término de las 22 fechas.
En caso de igualdad de puntos entre dos contendientes se define el título tomando los siguientes parámetros:
1. Puntos en partidos directos.
2. Diferencia de goles en partidos directos.
3. Saldo de goles.
4. Mayor cantidad de goles marcados.
5. Mayor cantidad de goles a favor.
6. Partido extra en campo neutral.

De existir más de dos en disputa se toman en cuenta los mismos parámetros excepto el último punto, siendo como última opción sorteo.
Para determinar el descenso, los dos últimos equipos en la tabla de promedios descenderán a la División Intermedia.

## Equipos participantes

### Ubicación
La mayoría de los clubes (8) se concentra en la capital del país. En tanto que dos se encuentran a corta distancia en ciudades del Departamento Central. Por último, uno pertenece al departamento de Amambay y uno al de Alto Paraná. Se incluye al estadio Defensores del Chaco, propiedad de la Asociación Paraguaya de Fútbol, debido a su uso frecuente por equipos que optan oficiar ahí como locales.
- Nota: La sede social y administrativa del club Sol de América se halla en Barrio Obrero, Asunción, pero su campo de juego se ubica en Villa Elisa donde hace de local desde 1985.

| Distrito capital/Departamento | Cantidad | Equipos |
| ----------------------------- | -------- | --- |
| Asunción                      | 8        | Cerro Porteño / Olimpia / Guaraní / Libertad / Nacional / Tacuary / Sportivo Ameliano / Sportivo Trinidense |
| Departamento Central          | 2        | Sol de América / Sportivo Luqueño                                                                           |
| Departamento de Amambay       | 1        | Sportivo 2 de Mayo                                                                                          |
| Departamento de Alto Paraná   | 1        | General Caballero JLM                                                                                       |

### Información de equipos
Listado de los equipos que disputarán el segundo torneo de la temporada. El número de equipos participantes para esta temporada es de 12.
| Equipo                | Ciudad                   | Estadio                  | Capacidad | Fundación               | Títulos | Subtítulos | Proovedor      | Patrocinador                 |
| --------------------- | ------------------------ | ------------------------ | --------- | ----------------------- | ------- | ---------- | -------------- | ---------------------------- |
| Cerro Porteño         | Asunción                 | General Pablo Rojas      | 45 000    | 1 de octubre de 1912    | 34      | 37         | Puma           | ueno bank                    |
| General Caballero JLM | Dr. Juan León Mallorquín | Ka'arendy                | 10 120    | 21 de junio de 1962     | 0       | 0          | Kappa          | Sanatorio San Sebastián      |
| Guaraní               | Asunción                 | Rogelio Silvino Livieres | 5 380     | 12 de octubre de 1903   | 11      | 17         | Kyrios         | Tigo                         |
| Libertad              | Asunción                 | La Huerta                | 10 100    | 30 de julio de 1905     | 25      | 22         | Puma           | Tigo                         |
| Nacional              | Asunción                 | Arsenio Erico            | 7 500     | 5 de junio de 1904      | 9       | 10         | Kappa          | Banco Continental            |
| Olimpia               | Asunción                 | Osvaldo Domínguez Dibb   | 22 000    | 25 de julio de 1902     | 46      | 25         | Nike           | Tigo                         |
| Sol de América        | Villa Elisa              | Luis Alfonso Giagni      | 11 000    | 22 de marzo de 1909     | 2       | 12         | Diadora        | Banco Continental            |
| Sportivo 2 de Mayo    | Pedro Juan Caballero     | Río Parapití             | 25 000    | 6 de diciembre de 1935  | 0       | 0          | Kyrios         | Banco Continental            |
| Sportivo Ameliano     | Asunción                 | José Tomás Silva         | 800       | 6 de enero de 1936      | 0       | 0          | Netanya Sports | Kia                          |
| Sportivo Luqueño      | Luque                    | Feliciano Cáceres        | 26 974    | 1 de mayo de 1921       | 2       | 4          | Kyrios         | Comercial Virgen del Rosario |
| Sportivo Trinidense   | Asunción                 | Martín Torres            | 3 000     | 11 de agosto de 1935    | 0       | 0          | Saltarín Rojo  | Noroda                       |
| Tacuary               | Asunción                 | Toribio Vargas           | 3 000     | 10 de diciembre de 1923 | 0       | 0          | Temple Sport   | Kia                          |

### Intercambios de plazas
| Pos  | Descendidos a la División Intermedia             |
| ---- | ------------------------------------------------ |
| 11.º | Guaireña FC (Penúltimo de la tabla de promedios) |
| 12.º | Resistencia (Último de la tabla de promedios)    |

| Pos | Ascendidos de la División Intermedia                           |
| --- | -------------------------------------------------------------- |
| 1.º | Sol de América (Campeón de la División Intermedia 2023)        |
| 2.º | Sportivo 2 de Mayo (Subcampeón de la División Intermedia 2023) |

### Entrenadores
Actualizado el 4 de noviembre de 2024.
| Equipo                | Entrenador/es       | Fechas           |
| --------------------- | ------------------- | ---------------- |
| Cerro Porteño         | Manolo Jiménez      | 1.ª a 16.ª       |
| Cerro Porteño         | Carlos Jara Saguier | 17.ª en adelante |
| General Caballero JLM | Humberto García     | 1.ª en adelante  |
| Guaraní               | Francisco Arce      | 1.ª en adelante  |
| Libertad              | Ariel Galeano       | 1.ª a 6.ª        |
| Libertad              | Daniel Garnero      | 7.ª a 18.ª       |
| Libertad              | Sergio Aquino       | 19.ª en adelante |
| Nacional              | Víctor Bernay       | 1.ª en adelante  |
| Olimpia               | Martín Palermo      | 1.ª en adelante  |
| Sol de América        | Troadio Duarte      | 1.ª a 6.ª        |
| Sol de América        | Roberto Torres      | 7.ª en adelante  |
| Sportivo 2 de Mayo    | Felipe Giménez      | 1.ª en adelante  |
| Sportivo Ameliano     | Pedro Sarabia       | 1.ª a 5.ª        |
| Sportivo Ameliano     | Aldo Bobadilla      | 6.ª en adelante  |
| Sportivo Luqueño      | Julio César Cáceres | 1.ª a 9.ª        |
| Sportivo Luqueño      | Juan Pablo Pumpido  | 10.ª en adelante |
| Sportivo Trinidense   | José Arrúa          | 1.ª en adelante  |
| Tacuary               | Marcelo Palau       | 1.ª a 12.ª       |
| Tacuary               | Robert Pereira      | 13.ª a 15.ª      |
| Tacuary               | Enrique Vera        | 16.ª en adelante |

## Clasificación
| Pos. | Equipo                | Pts. | PJ | G  | E  | P  | GF | GC | Dif. | Clasificación 2024-25                 |
| ---- | --------------------- | ---- | -- | -- | -- | -- | -- | -- | ---- | ------------------------------------- |
| 1    | Olimpia (C)           | 44   | 22 | 12 | 8  | 2  | 29 | 13 | +16  | Clasifica a la Copa Libertadores 2025 |
| 2    | Guaraní               | 35   | 22 | 7  | 14 | 1  | 22 | 15 | +7   |                                       |
| 3    | 2 de Mayo             | 34   | 22 | 9  | 7  | 6  | 25 | 18 | +7   |                                       |
| 4    | Sportivo Ameliano     | 33   | 22 | 9  | 6  | 7  | 21 | 16 | +5   |                                       |
| 5    | Nacional              | 33   | 22 | 8  | 9  | 5  | 22 | 16 | +6   |                                       |
| 6    | Cerro Porteño         | 29   | 22 | 8  | 5  | 9  | 26 | 28 | −2   |                                       |
| 7    | General Caballero JLM | 28   | 22 | 6  | 10 | 6  | 18 | 21 | −3   |                                       |
| 8    | Sportivo Luqueño      | 26   | 22 | 6  | 8  | 8  | 27 | 32 | −5   |                                       |
| 9    | Libertad              | 26   | 22 | 7  | 5  | 10 | 23 | 29 | −6   |                                       |
| 10   | Sportivo Trinidense   | 25   | 22 | 6  | 7  | 9  | 25 | 28 | −3   |                                       |
| 11   | Sol de América (D)    | 21   | 22 | 5  | 6  | 11 | 22 | 26 | −4   |                                       |
| 12   | Tacuary (D)           | 17   | 22 | 4  | 5  | 13 | 17 | 35 | −18  |                                       |

Actualizado a los partidos jugados el 29 de noviembre de 2024.
 Fuente: APF

## Evolución de la clasificación
| Equipo \ Jornada      | 01  | 02 | 03 | 04 | 05 | 06 | 07 | 08 | 09 | 10 | 11 | 12 | 13 | 14 | 15 | 16 | 17 | 18 | 19 | 20 | 21 | 22 |
| --------------------- | --- | -- | -- | -- | -- | -- | -- | -- | -- | -- | -- | -- | -- | -- | -- | -- | -- | -- | -- | -- | -- | -- |
| Cerro Porteño         | 12* | 3  | 1  | 3  | 3  | 3  | 2  | 2  | 2  | 2  | 3  | 3  | 4  | 5  | 4  | 2  | 3  | 5  | 5  | 6  | 6  | 6  |
| General Caballero JLM | 5   | 8  | 10 | 7  | 9  | 9  | 10 | 6  | 5  | 6  | 7  | 7  | 7  | 7  | 7  | 7  | 7  | 8  | 8  | 7  | 7  | 7  |
| Guaraní               | 3   | 2  | 4  | 4  | 5  | 7  | 7  | 8  | 6  | 5  | 5  | 6  | 6  | 4  | 5  | 4  | 5  | 6  | 6  | 5  | 2  | 2  |
| Libertad              | 1   | 6  | 6  | 5  | 7  | 8  | 5  | 5  | 8  | 7  | 6  | 4  | 5  | 8  | 8  | 8  | 9  | 9  | 10 | 10 | 10 | 9  |
| Nacional              | 6   | 4  | 5  | 6  | 4  | 4  | 4  | 4  | 4  | 3  | 2  | 2  | 2  | 2  | 2  | 3  | 2  | 3  | 3  | 4  | 5  | 5  |
| Olimpia               | 4   | 7  | 3  | 2  | 1  | 2  | 1  | 1  | 1  | 1  | 1  | 1  | 1  | 1  | 1  | 1  | 1  | 1  | 1  | 1  | 1  | 1  |
| Sol de América        | 10  | 12 | 8  | 9  | 11 | 12 | 12 | 12 | 12 | 12 | 12 | 12 | 12 | 12 | 12 | 12 | 11 | 11 | 11 | 11 | 11 | 11 |
| 2 de Mayo             | 2   | 1  | 2  | 1  | 2  | 1  | 3  | 3  | 3  | 4  | 4  | 5  | 3  | 3  | 3  | 5  | 6  | 4  | 2  | 2  | 3  | 3  |
| Sportivo Ameliano     | 11* | 10 | 9  | 10 | 12 | 11 | 11 | 11 | 10 | 9  | 8  | 8  | 8  | 6  | 6  | 6  | 4  | 2  | 4  | 3  | 4  | 4  |
| Sportivo Luqueño      | 7   | 5  | 7  | 8  | 10 | 6  | 9  | 7  | 9  | 10 | 11 | 11 | 10 | 9  | 9  | 9  | 8  | 7  | 7  | 8  | 8  | 8  |
| Sportivo Trinidense   | 8   | 9  | 11 | 11 | 6  | 10 | 6  | 9  | 7  | 8  | 9  | 9  | 9  | 10 | 10 | 10 | 10 | 10 | 9  | 9  | 9  | 10 |
| Tacuary               | 9   | 11 | 12 | 12 | 8  | 5  | 8  | 10 | 11 | 11 | 10 | 10 | 11 | 11 | 11 | 11 | 12 | 12 | 12 | 12 | 12 | 12 |

Notas:

* Indica la posición del equipo con un partido pendiente.

## Fixture
- Los horarios son correspondientes a la hora local de verano (UTC-3) y horario estándar (UTC-4), Asunción, Paraguay.

### Primera vuelta
| Fecha 1               | Fecha 1   | Fecha 1             | Fecha 1             | Fecha 1     | Fecha 1 |
| Local                 | Resultado | Visitante           | Estadio             | Día         | Hora    |
| --------------------- | --------- | ------------------- | ------------------- | ----------- | ------- |
| Nacional              | 0 – 0     | Sportivo Trinidense | Arsenio Erico       | 19 de julio | 18:30   |
| Tacuary               | 2 – 4     | Libertad            | Luis Alfonso Giagni | 20 de julio | 16:00   |
| Olimpia               | 1 – 1     | Guaraní             | Antonio Aranda      | 20 de julio | 18:30   |
| General Caballero JLM | 0 – 0     | Sportivo Luqueño    | Ka'arendy           | 21 de julio | 16:00   |
| Sol de América        | 0 – 2     | 2 de Mayo           | Luis Alfonso Giagni | 21 de julio | 18:30   |
| Cerro Porteño         | 1 – 0     | Sportivo Ameliano   | General Pablo Rojas | 1 de agosto | 18:30   |

| Fecha 2               | Fecha 2   | Fecha 2        | Fecha 2             | Fecha 2     | Fecha 2 |
| Local                 | Resultado | Visitante      | Estadio             | Día         | Hora    |
| --------------------- | --------- | -------------- | ------------------- | ----------- | ------- |
| Sportivo Trinidense   | 1 – 2     | Guaraní        | Martín Torres       | 26 de julio | 18:30   |
| Sportivo Ameliano     | 0 – 0     | Tacuary        | Martín Torres       | 27 de julio | 16:00   |
| Sportivo Luqueño      | 2 – 1     | Sol de América | Feliciano Cáceres   | 27 de julio | 18:30   |
| General Caballero JLM | 0 – 0     | Olimpia        | Ka'arendy           | 28 de julio | 16:00   |
| Libertad              | 1 – 2     | Nacional       | Luis Alfonso Giagni | 28 de julio | 18:30   |
| 2 de Mayo             | 1 – 1     | Cerro Porteño  | Río Parapití        | 29 de julio | 19:00   |

| Fecha 3        | Fecha 3   | Fecha 3               | Fecha 3                  | Fecha 3     | Fecha 3 |
| Local          | Resultado | Visitante             | Estadio                  | Día         | Hora    |
| -------------- | --------- | --------------------- | ------------------------ | ----------- | ------- |
| Tacuary        | 0 – 2     | 2 de Mayo             | Facundo de León Fossati  | 2 de agosto | 17:30   |
| Sol de América | 3 – 0     | General Caballero JLM | Luis Alfonso Giagni      | 2 de agosto | 20:00   |
| Guaraní        | 0 – 0     | Libertad              | Rogelio Silvino Livieres | 3 de agosto | 16:30   |
| Olimpia        | 2 – 0     | Sportivo Trinidense   | Villa Alegre             | 3 de agosto | 19:00   |
| Nacional       | 0 – 0     | Sportivo Ameliano     | Arsenio Erico            | 4 de agosto | 16:00   |
| Cerro Porteño  | 4 – 0     | Sportivo Luqueño      | General Pablo Rojas      | 4 de agosto | 18:30   |

| Fecha 4               | Fecha 4   | Fecha 4             | Fecha 4                  | Fecha 4     | Fecha 4 |
| Local                 | Resultado | Visitante           | Estadio                  | Día         | Hora    |
| --------------------- | --------- | ------------------- | ------------------------ | ----------- | ------- |
| Libertad              | 2 – 2     | Sportivo Trinidense | Luis Alfonso Giagni      | 6 de agosto | 17:30   |
| Sol de América        | 0 – 1     | Olimpia             | Rogelio Silvino Livieres | 6 de agosto | 20:00   |
| Sportivo Ameliano     | 2 – 2     | Guaraní             | Martín Torres            | 7 de agosto | 17:30   |
| 2 de Mayo             | 1 – 0     | Nacional            | Río Parapití             | 7 de agosto | 20:00   |
| Sportivo Luqueño      | 1 – 1     | Tacuary             | Feliciano Cáceres        | 8 de agosto | 17:30   |
| General Caballero JLM | 2 – 1     | Cerro Porteño       | Ka'arendy                | 8 de agosto | 20:00   |

| Fecha 5             | Fecha 5   | Fecha 5               | Fecha 5                  | Fecha 5      | Fecha 5 |
| Local               | Resultado | Visitante             | Estadio                  | Día          | Hora    |
| ------------------- | --------- | --------------------- | ------------------------ | ------------ | ------- |
| Sportivo Trinidense | 3 – 0     | Sportivo Ameliano     | Martín Torres            | 10 de agosto | 16:30   |
| Guaraní             | 0 – 0     | 2 de Mayo             | Rogelio Silvino Livieres | 10 de agosto | 19:00   |
| Olimpia             | 4 – 0     | Libertad              | Luis Alfonso Giagni      | 11 de agosto | 16:00   |
| Cerro Porteño       | 1 – 0     | Sol de América        | General Pablo Rojas      | 11 de agosto | 18:30   |
| Tacuary             | 2 – 1     | General Caballero JLM | Luis Alfonso Giagni      | 12 de agosto | 17:30   |
| Nacional            | 1 – 0     | Sportivo Luqueño      | Arsenio Erico            | 12 de agosto | 20:00   |

| Fecha 6               | Fecha 6   | Fecha 6             | Fecha 6             | Fecha 6      | Fecha 6 |
| Local                 | Resultado | Visitante           | Estadio             | Día          | Hora    |
| --------------------- | --------- | ------------------- | ------------------- | ------------ | ------- |
| Sportivo Luqueño      | 2 – 1     | Guaraní             | Feliciano Cáceres   | 16 de agosto | 17:30   |
| 2 de Mayo             | 1 – 0     | Sportivo Trinidense | Río Parapití        | 16 de agosto | 20:00   |
| General Caballero JLM | 0 – 0     | Nacional            | Ka'arendy           | 17 de agosto | 16:30   |
| Sol de América        | 1 – 2     | Tacuary             | Luis Alfonso Giagni | 17 de agosto | 19:00   |
| Cerro Porteño         | 1 – 1     | Olimpia             | General Pablo Rojas | 18 de agosto | 16:30   |
| Sportivo Ameliano     | 0 – 0     | Libertad            | Martín Torres       | 19 de agosto | 18:30   |

| Fecha 7             | Fecha 7   | Fecha 7               | Fecha 7                  | Fecha 7      | Fecha 7 |
| Local               | Resultado | Visitante             | Estadio                  | Día          | Hora    |
| ------------------- | --------- | --------------------- | ------------------------ | ------------ | ------- |
| Sportivo Trinidense | 3 – 2     | Sportivo Luqueño      | Luis Alfonso Giagni      | 23 de agosto | 17:30   |
| Nacional            | 3 – 1     | Sol de América        | Arsenio Erico            | 23 de agosto | 20:00   |
| Guaraní             | 1 – 1     | General Caballero JLM | Rogelio Silvino Livieres | 24 de agosto | 16:30   |
| Tacuary             | 0 – 1     | Cerro Porteño         | Villa Alegre             | 24 de agosto | 19:00   |
| Olimpia             | 1 – 0     | Sportivo Ameliano     | Arsenio Erico            | 25 de agosto | 16:00   |
| Libertad            | 2 – 0     | 2 de Mayo             | Luis Alfonso Giagni      | 25 de agosto | 18:30   |

| Fecha 8               | Fecha 8   | Fecha 8             | Fecha 8             | Fecha 8      | Fecha 8 |
| Local                 | Resultado | Visitante           | Estadio             | Día          | Hora    |
| --------------------- | --------- | ------------------- | ------------------- | ------------ | ------- |
| General Caballero JLM | 2 – 1     | Sportivo Trinidense | Ka'arendy           | 27 de agosto | 17:30   |
| Cerro Porteño         | 2 – 1     | Nacional            | General Pablo Rojas | 27 de agosto | 20:00   |
| Sol de América        | 0 – 0     | Guaraní             | Luis Alfonso Giagni | 28 de agosto | 17:30   |
| Sportivo Luqueño      | 1 – 1     | Libertad            | Feliciano Cáceres   | 28 de agosto | 20:00   |
| 2 de Mayo             | 1 – 1     | Sportivo Ameliano   | Río Parapití        | 29 de agosto | 17:30   |
| Tacuary               | 0 – 1     | Olimpia             | Luis Alfonso Giagni | 29 de agosto | 20:00   |

| Fecha 9             | Fecha 9   | Fecha 9               | Fecha 9                  | Fecha 9         | Fecha 9 |
| Local               | Resultado | Visitante             | Estadio                  | Día             | Hora    |
| ------------------- | --------- | --------------------- | ------------------------ | --------------- | ------- |
| Libertad            | 0 – 1     | General Caballero JLM | Luis Alfonso Giagni      | 31 de agosto    | 16:30   |
| Guaraní             | 1 – 0     | Cerro Porteño         | Rogelio Silvino Livieres | 31 de agosto    | 19:00   |
| Olimpia             | 2 – 1     | 2 de Mayo             | Villa Alegre             | 1 de septiembre | 16:30   |
| Nacional            | 1 – 0     | Tacuary               | Arsenio Erico            | 1 de septiembre | 19:00   |
| Sportivo Ameliano   | 3 – 1     | Sportivo Luqueño      | Luis Alfonso Giagni      | 2 de septiembre | 17:00   |
| Sportivo Trinidense | 1 – 0     | Sol de América        | Martín Torres            | 2 de septiembre | 19:30   |

| Fecha 10              | Fecha 10  | Fecha 10            | Fecha 10                | Fecha 10         | Fecha 10 |
| Local                 | Resultado | Visitante           | Estadio                 | Día              | Hora     |
| --------------------- | --------- | ------------------- | ----------------------- | ---------------- | -------- |
| Sol de América        | 0 – 1     | Libertad            | Luis Alfonso Giagni     | 11 de septiembre | 17:30    |
| Cerro Porteño         | 1 – 1     | Sportivo Trinidense | General Pablo Rojas     | 11 de septiembre | 20:00    |
| Sportivo Luqueño      | 2 – 3     | 2 de Mayo           | Feliciano Cáceres       | 12 de septiembre | 17:30    |
| Nacional              | 2 – 0     | Olimpia             | Arsenio Erico           | 12 de septiembre | 20:00    |
| General Caballero JLM | 0 – 4     | Sportivo Ameliano   | Ka'arendy               | 13 de septiembre | 17:30    |
| Tacuary               | 1 – 2     | Guaraní             | Facundo de León Fossati | 13 de septiembre | 20:00    |

| Fecha 11            | Fecha 11  | Fecha 11              | Fecha 11                 | Fecha 11         | Fecha 11 |
| Local               | Resultado | Visitante             | Estadio                  | Día              | Hora     |
| ------------------- | --------- | --------------------- | ------------------------ | ---------------- | -------- |
| Libertad            | 2 – 1     | Cerro Porteño         | Defensores del Chaco     | 14 de septiembre | 18:30    |
| Olimpia             | 4 - 3     | Sportivo Luqueño      | Defensores del Chaco     | 15 de septiembre | 18:30    |
| Sportivo Trinidense | 2 – 3     | Tacuary               | Martín Torres            | 16 de septiembre | 17:30    |
| Guaraní             | 0 – 0     | Nacional              | Rogelio Silvino Livieres | 16 de septiembre | 20:00    |
| Sportivo Ameliano   | 1 – 0     | Sol de América        | Arsenio Erico            | 17 de septiembre | 17:30    |
| 2 de Mayo           | 0 – 2     | General Caballero JLM | Río Parapití             | 17 de septiembre | 20:00    |

### Segunda vuelta
| Fecha 12            | Fecha 12  | Fecha 12              | Fecha 12                 | Fecha 12         | Fecha 12 |
| Local               | Resultado | Visitante             | Estadio                  | Día              | Hora     |
| ------------------- | --------- | --------------------- | ------------------------ | ---------------- | -------- |
| Sportivo Trinidense | 0 – 2     | Nacional              | Martín Torres            | 21 de septiembre | 17:30    |
| Sportivo Ameliano   | 0 – 1     | Cerro Porteño         | Luis Salinas Tanasio     | 21 de septiembre | 20:00    |
| Libertad            | 1 – 0     | Tacuary               | Facundo de León Fossati  | 22 de septiembre | 17:00    |
| Guaraní             | 0 – 0     | Olimpia               | Rogelio Silvino Livieres | 22 de septiembre | 19:30    |
| 2 de Mayo           | 1 – 2     | Sol de América        | Río Parapití             | 23 de septiembre | 17:30    |
| Sportivo Luqueño    | 1 – 1     | General Caballero JLM | General Adrián Jara      | 23 de septiembre | 20:00    |

| Fecha 13       | Fecha 13  | Fecha 13              | Fecha 13                 | Fecha 13         | Fecha 13 |
| Local          | Resultado | Visitante             | Estadio                  | Día              | Hora     |
| -------------- | --------- | --------------------- | ------------------------ | ---------------- | -------- |
| Tacuary        | 0 – 2     | Sportivo Ameliano     | Facundo de León Fossati  | 27 de septiembre | 17:30    |
| Guaraní        | 0 – 0     | Sportivo Trinidense   | Rogelio Silvino Livieres | 27 de septiembre | 20:00    |
| Olimpia        | 0 – 0     | General Caballero JLM | Luis Salinas Tanasio     | 28 de septiembre | 17:00    |
| Sol de América | 1 – 1     | Sportivo Luqueño      | Luis Alfonso Giagni      | 28 de septiembre | 19:30    |
| Nacional       | 2 – 1     | Libertad              | Arsenio Erico            | 29 de septiembre | 17:00    |
| Cerro Porteño  | 0 – 3     | 2 de Mayo             | Defensores del Chaco     | 29 de septiembre | 19:30    |

| Fecha 14              | Fecha 14  | Fecha 14       | Fecha 14                | Fecha 14     | Fecha 14 |
| Local                 | Resultado | Visitante      | Estadio                 | Día          | Hora     |
| --------------------- | --------- | -------------- | ----------------------- | ------------ | -------- |
| General Caballero JLM | 1 – 1     | Sol de América | Ka'arendy               | 4 de octubre | 17:30    |
| Sportivo Trinidense   | 1 – 2     | Olimpia        | Defensores del Chaco    | 4 de octubre | 20:00    |
| Sportivo Luqueño      | 1 – 0     | Cerro Porteño  | Defensores del Chaco    | 5 de octubre | 17:30    |
| Libertad              | 0 – 2     | Guaraní        | Facundo de León Fossati | 5 de octubre | 20:00    |
| 2 de Mayo             | 2 – 1     | Tacuary        | Río Parapití            | 6 de octubre | 17:00    |
| Sportivo Ameliano     | 1 – 0     | Nacional       | Martín Torres           | 6 de octubre | 20:00    |

| Fecha 15            | Fecha 15  | Fecha 15              | Fecha 15                 | Fecha 15      | Fecha 15 |
| Local               | Resultado | Visitante             | Estadio                  | Día           | Hora     |
| ------------------- | --------- | --------------------- | ------------------------ | ------------- | -------- |
| Tacuary             | 0 – 3     | Sportivo Luqueño      | Luis Alfonso Giagni      | 11 de octubre | 20:00    |
| Guaraní             | 1 – 1     | Sportivo Ameliano     | Rogelio Silvino Livieres | 12 de octubre | 17:30    |
| Olimpia             | 1 – 1     | Sol de América        | Villa Alegre             | 12 de octubre | 20:00    |
| Sportivo Trinidense | 2 – 1     | Libertad              | Martín Torres            | 13 de octubre | 17:00    |
| Cerro Porteño       | 2 – 1     | General Caballero JLM | General Pablo Rojas      | 13 de octubre | 19:30    |
| Nacional            | 0 – 0     | 2 de Mayo             | Arsenio Erico            | 16 de octubre | 19:00    |

| Fecha 16              | Fecha 16  | Fecha 16            | Fecha 16             | Fecha 16      | Fecha 16 |
| Local                 | Resultado | Visitante           | Estadio              | Día           | Hora     |
| --------------------- | --------- | ------------------- | -------------------- | ------------- | -------- |
| Sportivo Ameliano     | 1 – 0     | Sportivo Trinidense | Luis Alfonso Giagni  | 18 de octubre | 19:30    |
| General Caballero JLM | 0 – 0     | Tacuary             | Ka'arendy            | 19 de octubre | 19:30    |
| Sol de América        | 0 – 1     | Cerro Porteño       | Luis Alfonso Giagni  | 20 de octubre | 17:30    |
| Libertad              | 0 – 1     | Olimpia             | Defensores del Chaco | 20 de octubre | 20:00    |
| 2 de Mayo             | 1 – 2     | Guaraní             | Río Parapití         | 21 de octubre | 17:30    |
| Sportivo Luqueño      | 2 – 2     | Nacional            | General Adrián Jara  | 21 de octubre | 20:00    |

| Fecha 17            | Fecha 17  | Fecha 17              | Fecha 17                 | Fecha 17      | Fecha 17 |
| Local               | Resultado | Visitante             | Estadio                  | Día           | Hora     |
| ------------------- | --------- | --------------------- | ------------------------ | ------------- | -------- |
| Nacional            | 1 – 0     | General Caballero JLM | Arsenio Erico            | 25 de octubre | 17:30    |
| Libertad            | 1 – 2     | Sportivo Ameliano     | Facundo de León Fossati  | 25 de octubre | 20:00    |
| Tacuary             | 0 – 4     | Sol de América        | General Adrián Jara      | 26 de octubre | 17:30    |
| Sportivo Trinidense | 0 – 0     | 2 de Mayo             | Martín Torres            | 26 de octubre | 20:00    |
| Olimpia             | 3 – 0     | Cerro Porteño         | Defensores del Chaco     | 27 de octubre | 17:30    |
| Guaraní             | 2 – 2     | Sportivo Luqueño      | Rogelio Silvino Livieres | 28 de octubre | 19:30    |

| Fecha 18              | Fecha 18  | Fecha 18            | Fecha 18             | Fecha 18       | Fecha 18 |
| Local                 | Resultado | Visitante           | Estadio              | Día            | Hora     |
| --------------------- | --------- | ------------------- | -------------------- | -------------- | -------- |
| General Caballero JLM | 0 – 0     | Guaraní             | Ka'arendy            | 2 de noviembre | 17:30    |
| Sportivo Luqueño      | 1 – 0     | Sportivo Trinidense | General Adrián Jara  | 2 de noviembre | 20:00    |
| 2 de Mayo             | 2 – 0     | Libertad            | Río Parapití         | 3 de noviembre | 18:00    |
| Sportivo Ameliano     | 1 – 0     | Olimpia             | Defensores del Chaco | 3 de noviembre | 20:30    |
| Sol de América        | 3 – 2     | Nacional            | Luis Alfonso Giagni  | 4 de noviembre | 18:00    |
| Cerro Porteño         | 1 – 1     | Tacuary             | General Pablo Rojas  | 4 de noviembre | 20:30    |

| Fecha 19            | Fecha 19  | Fecha 19              | Fecha 19                 | Fecha 19        | Fecha 19 |
| Local               | Resultado | Visitante             | Estadio                  | Día             | Hora     |
| ------------------- | --------- | --------------------- | ------------------------ | --------------- | -------- |
| Libertad            | 0 – 0     | Sportivo Luqueño      | Municipal de Carapeguá   | 9 de noviembre  | 18:00    |
| Sportivo Trinidense | 2 – 1     | General Caballero JLM | Martín Torres            | 9 de noviembre  | 20:30    |
| Olimpia             | 3 – 1     | Tacuary               | Antonio Aranda           | 9 de noviembre  | 20:30    |
| Nacional            | 2 – 2     | Cerro Porteño         | Arsenio Erico            | 10 de noviembre | 18:00    |
| Guaraní             | 1 – 1     | Sol de América        | Rogelio Silvino Livieres | 10 de noviembre | 20:30    |
| Sportivo Ameliano   | 0 – 2     | 2 de Mayo             | Martín Torres            | 11 de noviembre | 20:00    |

| Fecha 20              | Fecha 20  | Fecha 20            | Fecha 20             | Fecha 20        | Fecha 20 |
| Local                 | Resultado | Visitante           | Estadio              | Día             | Hora     |
| --------------------- | --------- | ------------------- | -------------------- | --------------- | -------- |
| Sol de América        | 2 – 2     | Sportivo Trinidense | Luis Alfonso Giagni  | 15 de noviembre | 19:30    |
| Sportivo Luqueño      | 0 – 2     | Sportivo Ameliano   | General Adrián Jara  | 16 de noviembre | 18:00    |
| Cerro Porteño         | 1 – 2     | Guaraní             | Defensores del Chaco | 16 de noviembre | 20:30    |
| Tacuary               | 1 – 0     | Nacional            | Martín Torres        | 17 de noviembre | 17:00    |
| General Caballero JLM | 3 – 1     | Libertad            | Ka'arendy            | 17 de noviembre | 17:00    |
| 2 de Mayo             | 0 – 0     | Olimpia (C)         | Río Parapití         | 17 de noviembre | 17:00    |

| Fecha 21            | Fecha 21  | Fecha 21              | Fecha 21                 | Fecha 21        | Fecha 21 |
| Local               | Resultado | Visitante             | Estadio                  | Día             | Hora     |
| ------------------- | --------- | --------------------- | ------------------------ | --------------- | -------- |
| Sportivo Trinidense | 3 – 2     | Cerro Porteño         | Rogelio Silvino Livieres | 21 de noviembre | 19:00    |
| Olimpia             | 1 – 1     | Nacional              | Defensores del Chaco     | 24 de noviembre | 18:00    |
| Guaraní             | 2 – 1     | Tacuary               | Rogelio Silvino Livieres | 24 de noviembre | 20:30    |
| Libertad            | 2 – 0     | Sol de América        | Municipal de Carapeguá   | 25 de noviembre | 19:00    |
| Sportivo Ameliano   | 0 – 1     | General Caballero JLM | Arsenio Erico            | 25 de noviembre | 19:00    |
| 2 de Mayo           | 1 – 2     | Sportivo Luqueño      | Río Parapití             | 25 de noviembre | 19:00    |

| Fecha 22              | Fecha 22  | Fecha 22            | Fecha 22                | Fecha 22        | Fecha 22 |
| Local                 | Resultado | Visitante           | Estadio                 | Día             | Hora     |
| --------------------- | --------- | ------------------- | ----------------------- | --------------- | -------- |
| Tacuary               | 1 – 1     | Sportivo Trinidense | Facundo de León Fossati | 28 de noviembre | 18:00    |
| Sportivo Luqueño      | 0 – 1     | Olimpia             | Luis Alfonso Giagni     | 28 de noviembre | 18:00    |
| Cerro Porteño         | 2 – 3     | Libertad            | Defensores del Chaco    | 28 de noviembre | 20:30    |
| Sol de América        | 1 – 0     | Sportivo Ameliano   | Luis Alfonso Giagni     | 29 de noviembre | 19:30    |
| Nacional              | 0 – 0     | Guaraní             | Arsenio Erico           | 29 de noviembre | 19:30    |
| General Caballero JLM | 1 – 1     | 2 de Mayo           | Ka'arendy               | 29 de noviembre | 19:30    |

### Resultados
| Local \ Visitante     | TRI | CPO | GCM | SOL | GUA | LIB | NAC | LUQ | OLI | 2MY | AME | TAC |
| --------------------- | --- | --- | --- | --- | --- | --- | --- | --- | --- | --- | --- | --- |
| Sportivo Trinidense   |     | 3–2 | 2–1 | 1–0 | 1–2 | 2–1 | 0–2 | 3–2 | 1–2 | 0–0 | 3–0 | 2–3 |
| Cerro Porteño         | 1–1 |     | 2–1 | 1–0 | 1–2 | 2–3 | 2–1 | 4–0 | 1–1 | 0–3 | 1–0 | 1–1 |
| General Caballero JLM | 2–1 | 2–1 |     | 1–1 | 0–0 | 3–1 | 0–0 | 0–0 | 0–0 | 1–1 | 0–4 | 0–0 |
| Sol de América        | 2–2 | 0–1 | 3–0 |     | 0–0 | 0–1 | 3–2 | 1–1 | 0–1 | 0–2 | 1–0 | 1–2 |
| Guaraní               | 0–0 | 1–0 | 1–1 | 1–1 |     | 0–0 | 0–0 | 2–2 | 0–0 | 0–0 | 1–1 | 2–1 |
| Libertad              | 2–2 | 2–1 | 0–1 | 2–0 | 0–2 |     | 1–2 | 0–0 | 0–1 | 2–0 | 1–2 | 1–0 |
| Nacional              | 0–0 | 2–2 | 1–0 | 3–1 | 0–0 | 2–1 |     | 1–0 | 2–0 | 0–0 | 0–0 | 1–0 |
| Sportivo Luqueño      | 1–0 | 1–0 | 1–1 | 2–1 | 2–1 | 1–1 | 2–2 |     | 0–1 | 2–3 | 0–2 | 1–1 |
| Olimpia               | 2–0 | 3–0 | 0–0 | 1–1 | 1–1 | 4–0 | 1–1 | 4–3 |     | 2–1 | 1–0 | 3–1 |
| 2 de Mayo             | 1–0 | 1–1 | 0–2 | 1–2 | 1–2 | 2–0 | 1–0 | 1–2 | 0–0 |     | 1–1 | 2–1 |
| Sportivo Ameliano     | 1–0 | 0–1 | 0–1 | 1–0 | 2–2 | 0–0 | 1–0 | 3–1 | 1–0 | 0–2 |     | 0–0 |
| Tacuary               | 1–1 | 0–1 | 2–1 | 0–4 | 1–2 | 2–4 | 1–0 | 0–3 | 0–1 | 0–2 | 0–2 |     |

## Campeón
|                      |
| Olimpia 47.mo título |

## Tabla acumulada

### Puntaje acumulado
El puntaje acumulado es el que obtiene cada equipo al sumar los torneos Apertura y Clausura de 2024. Al cierre de temporada se definirá a los representantes de la APF en los torneos de Conmebol en 2025.
- Para la Copa Libertadores 2025 clasifican 4: los campeones del Apertura y Clausura, ordenados según sus posiciones finales en la tabla;[3] y los mejores colocados, sin contar a los mencionados anteriormente.[3] Si el mismo club repitiera el título logra automáticamente el primer cupo, otorgando los restantes a los finalizados en segundo, tercer y cuarto lugar.[3] Los dos mejores acceden a la fase de grupos, el tercero ingresa desde la fase preclasificatoria 2 y el campeón de la Copa Paraguay 2024 lo hace a partir de la fase preclasificatoria 1.[3][4]

- Para la Copa Sudamericana 2025 clasifican 4: los cuatro primeros colocados, excluyendo a los clasificados para la Copa Libertadores.

Para ambos torneos, en caso de paridad de puntos entre dos o más equipos, se toma en cuenta la diferencia de goles.  Los campeones del Apertura y Clausura aseguran su participación en la Libertadores como Paraguay 1 o 2, sin depender de la posición que ocuparon en esta tabla.
| Pos. | Equipo                | Pts. | PJ | G  | E  | P  | GF | GC | Dif. | Clasificación 2025                      |
| ---- | --------------------- | ---- | -- | -- | -- | -- | -- | -- | ---- | --------------------------------------- |
| 1    | Olimpia               | 80   | 44 | 21 | 17 | 6  | 57 | 34 | +23  | Fase de grupos de la Copa Libertadores. |
| 2    | Cerro Porteño         | 74   | 44 | 21 | 11 | 12 | 66 | 45 | +21  | Segunda fase de la Copa Libertadores.   |
| 3    | Libertad              | 74   | 44 | 21 | 11 | 12 | 65 | 45 | +20  | Fase de grupos de la Copa Libertadores. |
| 4    | Guaraní               | 66   | 44 | 15 | 21 | 8  | 53 | 40 | +13  | Primera fase de la Copa Sudamericana.   |
| 5    | 2 de Mayo             | 65   | 44 | 18 | 11 | 15 | 53 | 43 | +10  | Primera fase de la Copa Sudamericana.   |
| 6    | Sportivo Luqueño      | 61   | 44 | 16 | 13 | 15 | 51 | 53 | −2   | Primera fase de la Copa Sudamericana.   |
| 7    | Sportivo Ameliano     | 56   | 44 | 15 | 11 | 18 | 38 | 48 | −10  | Primera fase de la Copa Sudamericana.   |
| 8    | Nacional              | 55   | 44 | 14 | 13 | 17 | 46 | 51 | −5   | Primera fase de la Copa Libertadores.   |
| 9    | Sol de América        | 47   | 44 | 12 | 11 | 21 | 47 | 64 | −17  |                                         |
| 10   | General Caballero JLM | 47   | 44 | 9  | 20 | 15 | 40 | 56 | −16  |                                         |
| 11   | Sportivo Trinidense   | 46   | 44 | 12 | 10 | 22 | 55 | 62 | −7   |                                         |
| 12   | Tacuary               | 40   | 44 | 9  | 13 | 22 | 43 | 73 | −30  |                                         |

Actualizado a los partidos jugados el 29 de noviembre de 2024.
 Fuente: APF
Notas:
1. ↑  Nacional clasificó a la Copa Libertadores al ser subcampeón de la Copa Paraguay 2024 debido a que Libertad, campeón de dicho certamen, ya había clasificado a la fase de grupos de la Copa Libertadores como campeón del Torneo Apertura.

## Tabla de promedios
| Pos. | Equipo                | Prom. | Pts. | PJ  | '22 | '23 | '24 |
| ---- | --------------------- | ----- | ---- | --- | --- | --- | --- |
| 1.°  | Libertad              | 2.000 | 264  | 132 | 91  | 99  | 74  |
| 2.°  | Cerro Porteño         | 1.917 | 253  | 132 | 98  | 81  | 74  |
| 3.°  | Olimpia               | 1.773 | 234  | 131 | 92  | 62  | 80  |
| 4.°  | 2 de Mayo             | 1.477 | 65   | 44  | —   | —   | 65  |
| 5.°  | Nacional              | 1.447 | 191  | 132 | 71  | 65  | 55  |
| 6.°  | Guaraní               | 1.409 | 186  | 132 | 55  | 65  | 66  |
| 7.°  | Sportivo Luqueño      | 1.273 | 112  | 88  | —   | 51  | 61  |
| 8.°  | Sportivo Trinidense   | 1.261 | 111  | 88  | —   | 65  | 46  |
| 9.°  | Sportivo Ameliano     | 1.220 | 161  | 132 | 48  | 57  | 56  |
| 10.° | General Caballero JLM | 1.114 | 147  | 132 | 51  | 49  | 47  |
| 11.° | Sol de América        | 1.068 | 47   | 44  | —   | —   | 47  |
| 12.° | Tacuary               | 1.038 | 137  | 132 | 53  | 44  | 40  |

     Descendidos a la División Intermedia.

## Goleadores
| Pos. | Jugador            | Club                  | Goles |
| ---- | ------------------ | --------------------- | ----- |
| 1    | Rodney Redes       | Olimpia               | 7     |
| 2    | Rodrigo Ruiz Díaz  | 2 de Mayo             | 7     |
| 3    | Marcelo Ferreira   | Sportivo Luqueño      | 7     |
| 4    | Lisandro Cabrera   | Sol de América        | 6     |
| 5    | Francisco da Costa | Cerro Porteño         | 6     |
| 6    | Brahian Ayala      | 2 de Mayo             | 5     |
| 7    | Fernando Fernández | Cerro Porteño         | 5     |
| 8    | Adrián Alcaraz     | Guaraní               | 5     |
| 9    | Walter González    | Guaraní               | 5     |
| 10   | Paul Charpentier   | Sportivo Trinidense   | 5     |
| 11   | Teodoro Arce       | General Caballero JLM | 5     |
| 12   | Rubén Lezcano      | Libertad              | 5     |
| 13   | Richard Torales    | Sportivo Ameliano     | 4     |
| 14   | Alan Pereira       | Guaraní               | 4     |
| 15   | Manuel Capasso     | Olimpia               | 4     |